# Kees Boertien
Cornelis Boertien, dit Kees Boertien, né le 26 juillet 1927 à Enschede et mort le 30 mai 2002 à Flessingue, est un avocat et homme politique néerlandais membre de l'Appel chrétien-démocrate (CDA).

## Biographie

### Jeunesse et études
Il commence à travailler à l'âge de 16 ans comme employé d'une imprimerie à Zwolle. Il y est salarié entre 1943 et 1944, puis de 1946 à 1947. Il est recruté cette année-là par une compagnie d'assurances d'Utrecht et partage cet emploi avec des études de droit à l'université de la ville, qu'il termine en 1952. Il devient alors secrétaire adjoint de l'Institut néerlandais des experts-comptables (NIVA).

### Débuts et ascension en politique
Membre du Parti antirévolutionnaire (ARP), il est vice-président de l'ARJOS, organisation de jeunesse du parti, entre 1958 et 1962. Il quitte ses fonctions au NIVA en 1960, après avoir été choisi comme juriste au sein de l'entreprise Philips, à Eindhoven. Deux ans après, il passe avec succès son doctorat en droit à l'université libre d'Amsterdam.
Il échoue à se faire élire député à la Seconde Chambre des États généraux au cours des élections législatives du 15 mai 1963, mais il y fait tout de même son entrée deux ans plus tard, après que Jan Smallenbroek a été nommé ministre des Affaires étrangères dans le cabinet de Jo Cals.

### Ministre puis commissaire de la Reine
Le 6 juillet 1971, Kees Boertien est nommé à 43 ans ministre de la Coopération pour le développement dans le premier gouvernement de coalition du Premier ministre chrétien-démocrate Barend Biesheuvel, également issu de l'ARP. Il est confirmé dans ses fonctions quand Biesheuvel forme un exécutif temporaire le 9 août 1972.
Il est réélu député au cours des élections législatives du 29 novembre 1972 et quitte le cabinet six mois plus tard. Il démissionne de son mandat le 16 janvier 1975, jour de son entrée en fonction en tant que commissaire de la Reine dans la province de Zélande. Il exerce cette responsabilité durant 17 ans et y renonce le 1er août 1992.
Il se retire alors de la vie politique.